# Профилакторий Кристалл
Профилакторий Кристалл — деревня в Смоленском районе Смоленской области России. Входит в состав Стабенского сельского поселения.
Расположена в западной части области в 8 км к северу от Смоленска, в 2 км севернее автодороги М1 «Беларусь». В 11 км южнее деревни расположена железнодорожная станция Смоленск на линии Москва — Минск.

## История
В годы Великой Отечественной войны деревня была оккупирована гитлеровскими войсками в июле 1941 года, освобождена в сентябре 1943 года.